# Haemulopsis leuciscus
Haemulopsis leuciscus és una espècie de peix pertanyent a la família dels hemúlids.

## Descripció
- Pot arribar a fer 41 cm de llargària màxima (normalment, en fa 25) i 590 g de pes.
- Cos robust i una mica comprimit.
- Aleta dorsal molt dentada, amb 12 espines i 14-15 radis tous.
- Dors de color gris marronós. El ventre és més clar.[6][7][8][9]

## Alimentació
Es nodreix de poliquets, copèpodes i amfípodes.

## Hàbitat
És un peix marí i d'aigua salabrosa, demersal i de clima tropical.

## Distribució geogràfica
Es troba al Pacífic oriental: des del golf de Califòrnia fins al Perú.

## Ús comercial
Es comercialitza fresc.

## Observacions
És inofensiu per als humans.